# Eleição municipal de Mossoró em 2000
A eleição municipal de Mossoró em 2000 ocorreu em 1º de outubro do mesmo ano, para a eleição de um prefeito, um vice-prefeito e mais 21 vereadores. A prefeita era Rosalba Ciarlini, do PDT, que terminaria seu mandato em 31 de dezembro de 2000. Rosalba Ciarlini, do PFL, foi eleita prefeita de Mossoró para o seu terceiro mandato, cujo período é de 1º de janeiro de 2001 a 31 de dezembro de 2004.

## Candidatos
|  | Nº | Candidato(a) a prefeito | Candidato(a) a prefeito                                | Candidato(a) a vice-prefeito | Candidato(a) a vice-prefeito                           | Coligação |
|  | -- | ----------------------- | ------------------------------------------------------ | ---------------------------- | ------------------------------------------------------ | --- |
|  | 15 |                         | Fafá Rosado (PMDB) Maria de Fátima Rosado Nogueira     |                              | Galba Silveira (PPB) José Galba Silveira               | "Unidade Popular" - Partido do Movimento Democrático Brasileiro (PMDB) - Partido Progressista Brasileiro (PPB) - Partido Social Cristão (PSC) - Partido Trabalhista Brasileiro (PTB) - Partido Popular Socialista (PPS) |
|  | 33 |                         | Mário Rosado (PMN) Mário Rosado                        |                              | George Carvalho Lima (PMN) George Carvalho Lima        | Partido não coligado - Partido da Mobilização Nacional (PMN) |
|  | 25 |                         | Rosalba Ciarlini (PFL) Rosalba Ciarlini Rosado         |                              | Antonio Capistrano (PSDB) Antonio de Farias Capistrano | "Força do Povo" - Partido da Frente Liberal (PFL) - Partido da Social Democracia Brasileira (PSDB) - Partido Socialista Brasileiro (PSB)                                                                                |
|  | 13 |                         | Socorro Batista (PT) Maria do Socorro da Silva Batista |                              | Aldeirton Pereira (PCdoB) José Aldeirton Pereira       | "Frente Popular de Mossoró" - Partido dos Trabalhadores (PT) - Partido Comunista do Brasil (PCdoB) - Partido Democrático Trabalhista (PDT)                                                                              |

## Resultado da eleição para prefeito
| 1º Turno 1 de outubro de 2000 | 1º Turno 1 de outubro de 2000 | 1º Turno 1 de outubro de 2000 | 1º Turno 1 de outubro de 2000 |
| Candidato(a)                  | Vice                          | Votação                       | Votação                       |
| Candidato(a)                  | Vice                          | Total                         | Porcentagem                   |
| ----------------------------- | ----------------------------- | ----------------------------- | ----------------------------- |
| Rosalba Ciarlini (PFL)        | Antonio Capistrano (PSDB)     | 57.369                        | 54,86%                        |
| Fafá Rosado (PMDB)            | Galba Silveira (PPB)          | 42.530                        | 40,67%                        |
| Socorro Batista (PT)          | Aldeirton Pereira (PCdoB)     | 4.447                         | 4,25%                         |
| Mário Rosado (PMN)            | George Carvalho Lima (PMN)    | 228                           | 0,22%                         |
| Total de votos válidos        | Total de votos válidos        | 104.574                       | 100,00%                       |
| Votos apurados                |                               |                               |                               |
| Votos válidos                 | Votos válidos                 | 104.574                       | 94,44%                        |
| Votos em branco               | Votos em branco               | 1.757                         | 1,59%                         |
| Votos nulos                   | Votos nulos                   | 4.395                         | 3,97%                         |
| Total de votos apurados       | Total de votos apurados       | 110.726                       | 100,00%                       |
| Eleitores                     |                               |                               |                               |
| Comparecimento                | Comparecimento                | 110.726                       | 86,58%                        |
| Abstenções                    | Abstenções                    | 17.168                        | 13,42%                        |
| Total de eleitores            | Total de eleitores            | 127.894                       | 100,00%                       |